# Кунерсдорфська битва
Кунерсдорфська битва (нім. Schlacht bei Kunersdorf; рос. Кунерсдорфское сражение) — битва Семилітньої війни, яка відбулася 12 серпня 1759 року поблизу села Кунерсдорф (нині Куновиці, Польща) між арміями Росії та Австрії з одного боку і Пруссії — з іншого. Завершилася поразкою прусського війська на чолі з Фрідріхом II Великим.

## Передумови
Після поразки прусської армії генерала Карла Генріха фон Веделя у битві при Пальцигу 23 липня 1759 року росіяни зайняли табір у Пальцигу. Наступного дня Ведель із рештою війська перейшов Одру, щоб запобігти тактичному об'єднанню росіян і австрійців. 29 липня король Пруссії Фрідріх II перейняв командування корпусом герцога Вюртемберзького Фрідріха II Ойґена і приєднав до нього 21 батальйон та 35 ескадронів. Австрійці на чолі із фельдмаршалом Ернстом Гідеоном Лаудоном перемістилися на північ від Одри, тоді як король Фрідріх на початку серпня повернув до Зоммерфельда, щоб зупинити наступ свого ворога. 5 серпня 1759 року 24-тисячний австрійський корпус об'єднався із 55-тисячним російським військом на чолі із Петром Салтиковим на схід від Франкфурта-на-Одері, створюючи таким чином загрозу столиці Пруссії — Берлінові. Загалом австро-російське військо нараховувало 84 батальйони, 60 гренадерських рот і 98 ескадронів із 79 тисячами солдатів та 212 гарматами. 9 серпня Фрідріх II об'єднався з військами Веделя, плануючи ризикнути і вступити у вирішальний бій із союзниками, які стояли в укріпленому таборі на пагорбі біля села Кунерсдорф (нині Куновиці, Польща). Прусська армія нараховувала 63 батальйони і 110 ескадронів, загалом 49 тисяч солдатів і 160 гармат.

## Хід битви
11 серпня пруссаки форсували Одру біля Ґеріца. Корпус Фрідріха Августа фон Фінка між 2 і 3 годинами ночі 12 серпня почав марш поблизу села Треттін широким півколом навколо позицій Салтикова через ліси навколо Кунерсдорфа. На світанку їх помітили навпроти південно-східного флангу російської армії. Лише тоді король Фрідріх II зрозумів, що він знаходиться не позаду росіян, а навпроти їхньої укріпленої позиції. Йому довелося перегрупувати війська, втративши таким чином час. Рівнина поблизу Кунерсдорфа була вкрита водотоками, а далі, за 20 метрів на північний захід, знаходилися позиції союзників. Вони простягалися від Одерської рівнини на південному заході, де стояв Лаудон, до Мюльбергана на північному сході.
Об 11:30 Фрідріх II розпочав бій годинною канонадою проти лівого флангу російських військ. Після першої успішної атаки радники радили Фрідріхові II зупинитися на досягнутому, оскільки такий успіх уже створював імовірність відступу союзників. Проте король був сповнений рішучості здобути перемогу, попри чисельну перевагу союзників.
Однак запланований Фрідріхом II маневр із використанням косого строю зазнав невдачі, оскільки друга прусська атака була зупинена перед ворожими оборонними лініями в Кугрунді, які не були заздалегідь помічені пруссаками. У цих боях прусські сили зазнали значних втрат. Рішуча контратака російсько-австрійських сил призвела до безладу в прусській армії та покидання поля бою увечері 12 серпня. Після того, як сили Лаудона відкинули прусську кавалерію на чолі з Людвігом Вільгельмом фон Шорлеммером, прусські сили остаточно зазнали поразки.
Втрати прусської армії склали приблизно 19 тисяч солдатів, у тому числі 6179 убитими. Втрачено 28 прапорів, 172 гармати і 110 вагонів амуніції. Російська армія втратила 566 офіцерів і 13 615 солдатів, австрійська — 116 офіцерів і 2215 солдатів.

## Наслідки
14 серпня місто Торгау було захоплене союзниками, а шведи прямо загрожували Берліну. Через поразку у битві при Кунерсдорфі Фрідріх II впав у депресію і думав про самогубство. Він уже передав командування генералові Фінку, а брата Генріха призначив генералісимусом. Коли в наступні кілька днів союзники не проводили масштабних маневрів, Фрідріх зібрав уцілілі сили в штабі біля Райтвайна і скасував видані ним раніше накази.
Австрійські та російські командувачі не скористалися із перемоги під Кунерсдорфом для просування на Берлін, натомість безрезультатно домовилися про те, як діяти надалі.
Тим часом Фрідріх II зібрав свою 33-тисячну армію і зайняв позицію під Фюрстенвальде. Росіяни та австрійці 16 серпня форсували Одру і 31 серпня вирушили до Сілезії та Саксонії. Таким чином, найбільша поразка прусської армії у Семилітній війні не призвела до вагомих наслідків, які вплинули б на хід конфлікту.